# Polistes asterope
Polistes asterope är en getingart som beskrevs av Cameron 1901. Polistes asterope ingår i släktet pappersgetingar, och familjen getingar. Utöver nominatformen finns också underarten P. a. arvidi.